# Rebinea balsamodes
Rebinea balsamodes är en fjärilsart som beskrevs av Edward Meyrick 1931. Rebinea balsamodes ingår i släktet Rebinea och familjen vecklare. Inga underarter finns listade i Catalogue of Life.